# Colurella mucronulata
Colurella mucronulata är en hjuldjursart som beskrevs av Elbert Halvor Ahlstrom 1938. Colurella mucronulata ingår i släktet Colurella och familjen Lepadellidae. Inga underarter finns listade i Catalogue of Life.